# Thomas Klementz
Thomas Klementz (* 1961 oder 1962) ist ein deutscher Sportmoderator.
Nachdem er zunächst beim Norddeutschen Rundfunk und bei Radio Bremen beschäftigt war, arbeitete Klementz seit 1991 für den Fernsehsender SAT 1 und berichtete dort insbesondere über die Spiele der deutschen Fußball-Bundesliga. Er war unter anderem einer der Moderatoren des sonntagabendlich gesendeten Sportmagazins Der Sat 1 Sportclub. 1993 bekleidete er die Position des Redaktionsleiters in Berlin. Zu dieser Zeit moderierte er die Sportnachrichten-Sendung dran sowie im Rahmen des frühen Vormittagsprogramms die Ausgabe früh dran.